# 長吻副粒鯰
長吻副粒鯰（学名：Parakysis longirostris）為輻鰭魚綱鯰形目粒鯰科的一種熱帶淡水魚，其种加词“longirostris”意为“长吻的”。分布於亞洲馬來西亞、新加坡及印尼淡水流域，體長可達4.6公分，棲息在底層水域，生活習性不明。